# Палодия
Пало̀дия (на гръцки: Παλόδεια) е село в Кипър, окръг Лимасол. Според статистическата служба на Република Кипър през 2001 г. селото има 730 жители.
Намира се на 2 km южно от Парамита.